# Antonio Casas
Pour les articles homonymes, voir Casas.
Antonio Casas est un acteur et footballeur espagnol né le 11 novembre 1911 et mort le 14 février 1982.

## Filmographie partielle
- 1954 : La rousse mène l'enquête  (Malaga ou Fire Over Africa), de Richard Sale
- 1955 : Mort d'un cycliste (Muerte de un ciclista), de Juan Antonio Bardem
- 1958 :  Le Rossignol des montagnes  (El ruiseñor de las cumbres), d'Antonio del Amo
- 1959 : Les Derniers Jours de Pompéi (Gli ultimi giorni di Pompei), de Mario Bonnard et Sergio Leone
- 1959 : Le Lion de Babylone (Der Löwe von Babylon) de Johannes Kai
- 1960 : Toro bravo
- 1960 : L'Homme de la frontière
- 1960 : María, matrícula de Bilbao de Ladislas Vajda
- 1960 : La Révolte des esclaves (La rivolta degli schiavi) de Nunzio Malasomma : le prisonnier Tertulio
- 1961 : Le Colosse de Rhodes (Il colosso di Rodi) de Sergio Leone : ambassadeur phénicien
- 1963 : Mathias Sandorf de Georges Lampin : Zathmar
- 1963 : Une femme est passée
- 1964 : L'Autre Femme de François Villiers
- 1964 : Le Justicier du Minnesota (Minnesota Clay) de Sergio Corbucci
- 1964 : Le Chemin de Ana Mariscal : Salvador, père de Daniel
- 1965 : Un pistolet pour Ringo de Duccio Tessari
- 1965 : Le Boeing décolle à seize heures (Il segreto del vestito rosso) de Silvio Amadio
- 1965 : Train d'enfer de Gilles Grangier
- 1965 : L'Arme à gauche
- 1966 : Le Bon, la Brute et le Truand de Sergio Leone : Stevens
- 1967 : Les Aventures extraordinaires de Cervantes
- 1967 : Il était une fois en Arizona
- 1968 : Ramdam à Amsterdam (El magnifico Tony Carrera) de José Antonio de la Loma
- 1969 : Texas (Il prezzo del potere) de Tonino Valerii
- 1969 : Mort ou vif... de préférence mort (Vivi o preferibilmente morti) de Duccio Tessari
- 1970 : Quand Satana empoigne le colt (Manos torpes) de Rafael Romero Marchent
- 1970 : Tristana
- 1971 : Boulevard du rhum